# Hieracium microtum
Hieracium microtum es una especie de planta con flor del género Hieracium, de la familia Asteraceae, orden Asterales.

## Distribución
Hieracium microtum se distribuye por el Cáucaso Norte, Transcaucasia y Turquía.

## Taxonomía
Fue descrita científicamente por Boiss.